# Ново Ходжово
Но̀во Хо̀джово е село в Югозападна България. То се намира в община Сандански, област Благоевград. От 1987 до 1991 година селото е преименувано на Орешник.

## География
Селото е разположено непосредствено до южната граница между България и Гърция, която минава по река Пиринска Бистрица и на изток продължава към планината Алиботуш.

## История
Според местна легенда в Ходжово нямало нови деца. Пуснали се два вола близнаци, двегодишни, свободно. На третия ден, където са легнали, там се направило селото. За да не последва болестта в новото поселище, със същите два вола са теглили бразда и в нея са засадили тополи на ред, като царевица за силаж. Тази бразда още я има под селото.
В селото са се събрали хора от околните села, останали на гръцка територия, които вече не съществуват: Райковци (Капнотопос), Вранково (Като Каридия), Ходжово или Оджовите колиби (Ано Каридия). През 1943 година идват и българи от сегашното Сенгелово (Ангистро).
Известни фамилии от селото са: Стоеви – единствената местна фамилия от Ново Ходжово, Шумантови-
Коджабашеви, Попови, Воденови, Дакови, Темелкови, Докулякови, Николови, Мичеви, Тичеви
През октомври 1925 година по време на гръцко-българския пограничен конфликт, известен като Петрички инцидент, селото е окупирано от гръцката армия.
Иван Коджабашев – Бензина от село Ново Ходжово през 1924 г. като разбира за смъртната си присъда от Иван Михайлов - водача на ВМРО и че са изпратени набързо сформираните наказателни отряди, Бензина заедно с Тома Радовски, Георги Хазнатарски, Никола Хаджиев и неговия брат Димитър Хаджиев потеглят в тъмно към планината Алиботуш. По стръмните и скатове вървят само на лунна светлина, без да ползват фенери. Светлините могат да ги издадат на гръцките гранични постове, които няма да се колебаят да ги застрелят. За предаване на гръцките власти е било немислимо. Конните хайки на Иван Михайлов ги издирват по маршрути, успоредни на гръцката граница. Задачата е била на всяка да бъдат убити. След преодоляването на Алиботуш групата се спуска към долината на Леховската река, придвижването е ставало само в тъмната част на денонощието. Били са подпомагани от местни българи, които не са напуснали родните си места, но останали лоялни. Хранени са от жена от Лехово – роднина на братя Хаджиеви. Въпреки подкрепата престоя им в Гръцко е бил много опасен и те са се прехвърлили в Сърбия по билото на Алиботуш и Беласица. Мандаджиев от Чучулигово с лодката на Радовски прехвърля бегълците през река Струма. Установяват се в Горни Милановац, Централна Сърбия. Тук е имало още емигранти от България. В Горни Милановац намерили спасение много членове на ВМРО, които не се вписвали в новата концепция на Иван Михайлов за организацията. След сериозна подготовка и организация групата е прехвърлена във Виена чрез сигурен и добре работещ канал. Там са посрещнати от Тодор Паница и те стават неразделна част от неговото обкръжение до неговата смърт през 1925 г. През 1927 г. Иван Коджабашев – Бензина е арестуван от михайловистите. Отведен е в Роженския манастир, където е бит и измъчван. В манастирската градина е убит и заровен, там е неговия гроб.

## Население

### Етнически състав
Преброяване на населението през 2011 г.
Численост и дял на етническите групи според преброяването на населението през 2011 г.:
|                     | Численост |
| Общо                | 67        |
| Българи             | 64        |
| Турци               | -         |
| Цигани              | -         |
| Други               | -         |
| Не се самоопределят | -         |
| Неотговорили        | 0.2       |

## Религии
Жителите на селото са православни християни. Местната черква се казва „Свети Атанасий“. Храмовият празник е на 2 май - (Летен Атанасовден). Тя е построена по подобие на тази от село Вранково. Действаща е.

## Други
Около селото има масиви с лозя. С отглеждането им се занимава малкото останало население.

## Личности
Родени в Ново Ходжово
- Борис Коджабашев - син на Иван Коджабашев /Бензина/.[4]
- Никола Коджабашев - убит от комунистическата власт през 1950 г. в мазето на благоевградския затвор.[5]

Свързани с Ново Ходжово
- Иван Коджабашев /Бензина/ - деец на ВМОРО и ВМРО, убит от ВМРО Иван Михайлов през 1927 год.[6]